# آلیانوی
آلیانوی (به یونانی:Αλλιανοί؛ لاتین:Allianoi) یک اقامتگاه و اسپای رومی در میسیا در ترکیه است که در استان ازمیر واقع شده‌است. محوطهٔ آلیانوی، با ساخته شدن سد یورتانلی زیر آب رفت.

## تاریخچه
دلیل تأسیس آلیانوی، قرار گرفتن در مجاورت چشمه های آب گرم بوده است. احتمالاً اولین بار، یک مجموعهٔ حمام در دوره هلنیستی در آلیانوی تأسیس شده و در دوره روم گسترش پیدا کرده است.